# Echo Is Your Love
Echo Is Your Love – fiński indie rockowy zespół muzyczny, założony w Helsinkach w 1998. Ich twórczość jest mieszanką różnych gatunków: noise, post punk, pop i in. Dostrzegalna jest inspiracja dokonaniami zespołów takich jak Sonic Youth czy Blonde Redhead.

## Historia
Zespół założyło dwóch znajomych: Mikko Heikkonen i Ilaj Rämä wraz z dziewczyną Heikkonena – Neą Helston.
Pierwsze zagraniczne tournée zespół odbył w 2001. Występował w krajach Europy (Wielka Brytania, Rosja i in., w tym również Polska) oraz w Stanach Zjednoczonych (2006).
Wszystkie płyty zespoły wyszły nakładem niezależnej wytwórni płytowej If Society. 

## Członkowie zespołu
- Nea Helsto – śpiew
- Mikko Heikkonen –  gitara
- Ilai Rämä –  gitara
- Tommi Forsström – gitara basowa
- Riku Korhonen – perkusja

## Dyskografia

### Albumy
- Sheets of Blank Fucking Paper  (2000)
- 8 hours  (2002)
- Paper Cut Eye  (2004)
- Humansize  (2006)
- Heart Fake (2010)

### Single i Epki
- Saw Them Play Like Ghosts  (7", 1998)
- Echo Is Your Love / Kemialliset ystävät  (split 12", 1999)
- Echo Is Your Love / Warser Gate  (split 7", 1999)
- Frustration / Tired of My Eyes  (7", 2000)
- Echo Is Your Love / Electroscope  (split 7", 2000)
- Lion Tamer vs Tigers  (2008)